# Jollyville
Jollyville és una concentració de població designada pel cens dels Estats Units a l'estat de Texas. Segons el cens del 2000 tenia 15.813 habitants.

## Demografia
Segons el cens del 2000, Jollyville tenia 15.813 habitants, 5.897 habitatges, i 4.145 famílies. La densitat de població era de 1.034,8 habitants/km².
Dels 5.897 habitatges en un 42,2% hi vivien nens de menys de 18 anys, en un 57,2% hi vivien parelles casades, en un 9,5% dones solteres, i en un 29,7% no eren unitats familiars. En el 20,5% dels habitatges hi vivien persones soles l'1,6% de les quals corresponia a persones de 65 anys o més que vivien soles. El nombre mitjà de persones vivint en cada habitatge era de 2,68 i el nombre mitjà de persones que vivien en cada família era de 3,17.
Per edats la població es repartia de la següent manera: un 28,7% tenia menys de 18 anys, un 8,4% entre 18 i 24, un 41,3% entre 25 i 44, un 18,7% de 45 a 60 i un 3% 65 anys o més.
L'edat mediana era de 32 anys. Per cada 100 dones de 18 o més anys hi havia 98,7 homes.
La renda mediana per habitatge era de 66.999 $ i la renda mediana per família de 74.851 $. Els homes tenien una renda mediana de 50.048 $ mentre que les dones 32.004 $. La renda per capita de la població era de 28.113 $. Aproximadament el 2,2% de les famílies i el 2,7% de la població estaven per davall del llindar de pobresa.

## Poblacions més properes
El següent diagrama mostra les poblacions més properes.